# Propan
Propanul este compus organic din categoria alcanilor, o hidrocarbură saturată aciclică, cu o catenă alcătuită din trei atomi de carbon legați prin legături simple. Propanul face parte din categoria alcanilor inferiori și în condiții standard de temperatură și presiune este prezent în stare gazoasă. Formula chimică este CH3-CH2-CH3.
Compusul este inodor, așadar pentru a se depista scăpările de gaz de propan, acesta este amestecat cu compuși ai sulfului, numiți mercaptani. Propanul este o substanță cu moleculă nepolară, cu forțe de atracție electrică de dispersie. Este unul dintre componentele principale ale gazului petrolier lichefiat (GPL). Este folosit și ca gaz frigorific (R290) sau ca gaz propulsor în aerosoli. În industria chimică este o materie primă în sinteza propenei prin reacția de dehidrogenare.Se efectuează cercetări considerabile pentru a dezvolta procese viabile din punct de vedere economic pentru conversia oxidativă a propanului în propilenă și acid acrilic și a compușilor aromatici.
Prefixul prop-, utilizat pentru propan și alți compuși organici formați din trei atomi de carbon, a fost derivat de la acid propionic, care la rândul său provine de la termenii grecești protos („primul”) și pion („grăsime”).

## Istoric
Propanul a fost descoperit de către chimistul francez Marcellin Berthelot în anul 1857. De asemenea, propan gazos dizolvat a fost identificat în petrolul din Pennsylvania de către Edmund Ronalds în 1864.

## Obținere
Propanul este obținut în mare parte în urma purificării gazelor naturale și ca produs secundar al rafinării petrolului. Fiind un component principal al gazului petrolier lichefiat (GPL), poate fi obținut prin distilarea acestuia.
O altă metodă de preparare, în laborator, presupune o reacție de adiție a hidrogenului la propenă, reacția fiind catalizată de un catalizator de platină sau de paladiu:

## Proprietăți fizice
Propanul este un compus gazos incolor și inodor. La presiune normală, lichefiază la temperatura de fierbere −42 °C și se solidifică sub punctul de topire de −187,7 °C. În fază solidă prezintă un grup spațial P21/n.

## Proprietăți chimice

### Oxidare
Ardere
Propanul suferă aceeași reacție de combustie ca restul alcanilor. În prezență de oxigen în exces (O2), propanul arde formând dioxid de carbon (CO2), apă (H2O) și căldură.
{\displaystyle {\ce {C3H8 + 5O2 -> 3CO2 + 4H2O + Q}}}
Combustia completă a propanului produce aproximativ MJ/kg de energie.
Ardere incompletă
Când cantitatea de oxigen nu este suficientă pentru combustia completă, reacția de oxidare poate să fie o reacție de ardere incompletă, ceea ce duce la formarea de monoxid de carbon și / sau carbon:
{\displaystyle {\ce {2C3H8 + 9O2 -> 4CO2 + 2CO + 8H2O + Q}}}{\displaystyle {\ce {C3H8 + 2O2 -> 3C + 4H2O + Q}}}

### Nitrare
Nitrarea propanului produce nitroderivații nitrometan, nitroetan, nitropropani sub acțiunea acidului azotic.